# Grundschulpädagogik

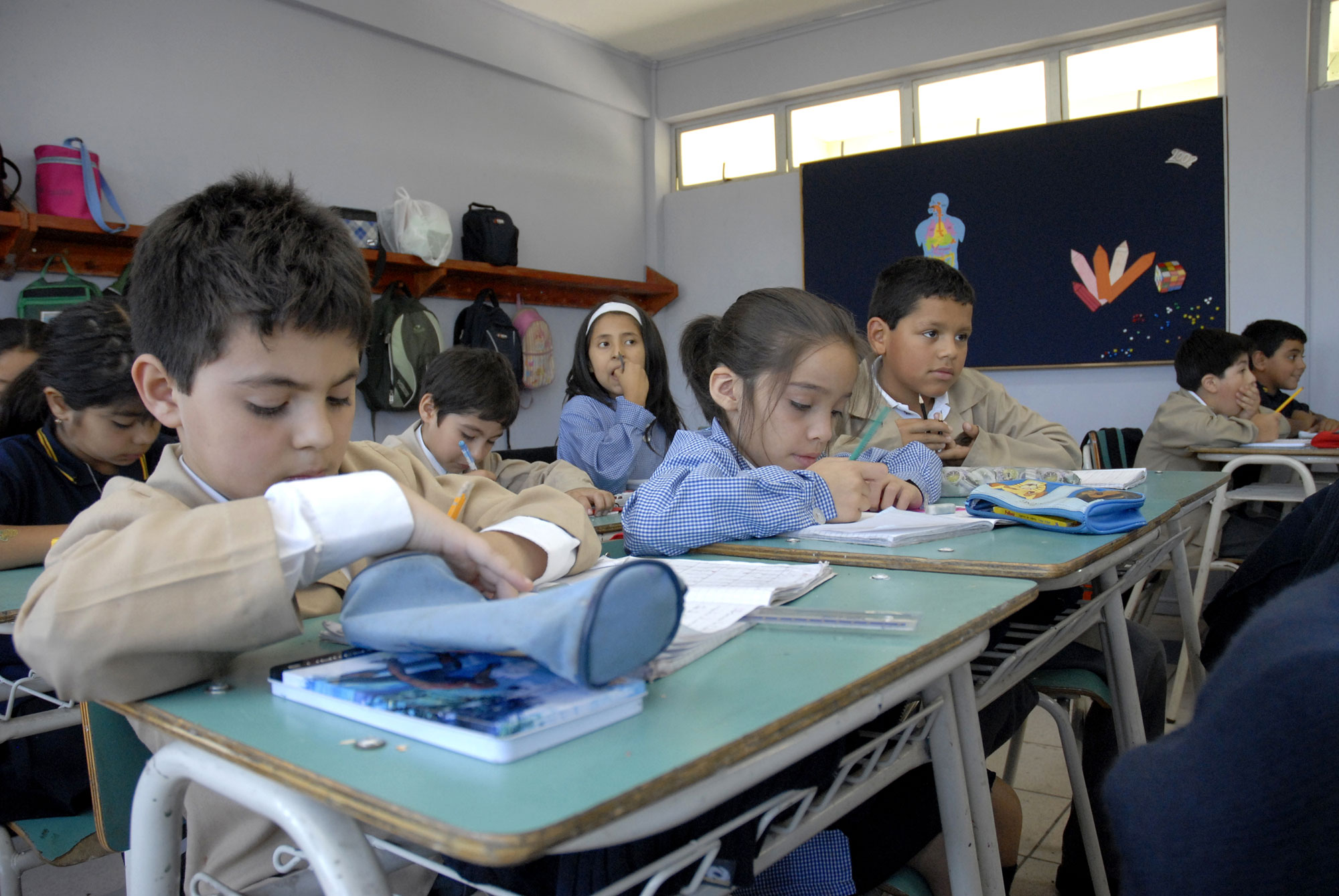
In der Grundschulphase befindliche chilenische Schüler beim Lernen

Die Grundschulpädagogik ist allgemein die Pädagogik für das Handeln an Grundschulen beziehungsweise in Primarstufen. 

## Aufgaben
Die Grundschulpädagogik hat zwei zentrale Aufgaben, nämlich eine Pädagogik des basalen schulischen Lernens und Lebens zu sein und des Übergangs vom Elternhaus zur Schule. Die Grundschulpädagogik hat auch Orientierungsfunktion für die weiteren Bildungsgänge.

## Altersstufe
Grundschulpädagogik bezieht sich auf eine bestimmte Altersstufe von Kindern. In Deutschland betrifft sie in den meisten Bundesländern die Altersstufe von 5,5 bis 11 Jahre, in wenigen Bundesländern auch bis 13 Jahre. In anderen europäischen Ländern ist das Grundschulalter in der Regel mit 12 oder gar 13 Jahren abgeschlossen und beginnt teilweise schon mit 4/5 Jahren.

## Methoden
Kennzeichnend für Grundschulpädagogik ist der Umgang mit Heterogenität der Kinder, auch wenn die Selektionsaufgabe für die weiterführenden Schulen zunehmend auch die Grundschulpädagogik betrifft. Im Alltagsverständnis werden mit Grundschulpädagogik verschiedene methodische Ansätze wie „Freie Arbeit“, „Wochenplan“, „Stationenlernen“,  „Projektwoche“ oder „Offener Unterricht“ verbunden, diese Formen sind allerdings auch zunehmend in der Sekundarstufenpädagogik vertreten.

## Organisation
Die Grundschulpädagogik in Deutschland wird mitgeprägt vom „Arbeitskreis Grundschule. Der Grundschulverband“ mit mehreren Tausend Mitgliedern. Dieser Verband versucht durch Publikationen und Kongresse die Entwicklung von Grundschulen und Grundschulpädagogik zu beeinflussen. Andere Impulse geben die grundschulpädagogischen Zeitschriften, Kongresse und Bücher.
Die Deutsche Gesellschaft für Erziehungswissenschaft hat eine Wissenschaftliche Kommission zur Grundschulforschung und Pädagogik der Primarstufe eingerichtet, um die grundschulpädagogische Forschung zu entwickeln.

## Bekannte Grundschulpädagogen
- Ilse Lichtenstein-Rother (1917–1991)
- Erwin Schwartz (1916–2003)